# 2. Tennis-Bundesliga (Damen) 2016
Die 2. Tennis-Bundesliga der Damen wurde 2016 zum 18. Mal ausgetragen.
Die Spiele fanden im Zeitraum vom 5. Mai bis 19. Juni 2016 statt.
Am Ende der Saison erspielten sich die Mannschaften des TK Blau-Weiss Aachen, des TC 1899 Blau-Weiss Berlin sowie des Tennisclub Radolfzell den Aufstieg in die 1. Bundesliga. Der Rochusclub Düsseldorf, der Lintorfer Tennisclub 1972 und der Tennisclub Rot-Weiß Wahlstedt in der Nordstaffel sowie die TGS Bieber Offenbach in der Südstaffel stiegen ab.

## Spieltage und Mannschaften
| Spieltage                                  |
| ------------------------------------------ |
| 1. Spieltag: Do., 5. Mai 2016, 11:00 Uhr   |
| 2. Spieltag: So., 8. Mai 2016, 11:00 Uhr   |
| 3. Spieltag: Sa., 14. Mai 2016, 12:00 Uhr  |
| 4. Spieltag: Mo., 16. Mai 2016, 11:00 Uhr  |
| 5. Spieltag: So., 5. Juni 2016, 11:00 Uhr  |
| 6. Spieltag: So., 12. Juni 2016, 11:00 Uhr |
| 7. Spieltag: So., 19. Juni 2016, 11:00 Uhr |

| Mannschaften 2. BL Nord           |
| --------------------------------- |
| Braunschweiger THC                |
| TK Blau-Weiss Aachen (A)          |
| TC 1899 Blau-Weiss Berlin (A)     |
| Lintorfer Tennisclub 1972 (N)     |
| Rochusclub Düsseldorf             |
| Tennisclub Rot-Weiß Wahlstedt (N) |
| TC Union Münster                  |

| Mannschaften 2. BL Süd    |
| ------------------------- |
| BASF TC Ludwigshafen      |
| TC Radolfzell (N)         |
| TC Olympia Lorsch         |
| TC Großhesselohe          |
| GW Luitpoldpark München   |
| TC Blau-Weiß Würzburg (N) |
| TGS Bieber Offenbach      |

## 2. Tennis-Bundesliga Nord

### Abschlusstabelle
|     | Mannschaft                        | Begegnungen | Punkte | Matches | Sätze | Spiele  |
| --- | --------------------------------- | ----------- | ------ | ------- | ----- | ------- |
| 01. | TK Blau-Weiss Aachen (A)          | 6           | 12:00  | 47:7    | 97:20 | 612:312 |
| 02. | TC 1899 Blau-Weiss Berlin (A)     | 6           | 10:02  | 38:16   | 85:39 | 577:368 |
| 03. | Braunschweiger THC                | 6           | 08:04  | 31:23   | 68:56 | 484:472 |
| 04. | TC Union Münster                  | 6           | 06:06  | 21:33   | 45:72 | 434:523 |
| 05. | Rochusclub Düsseldorf             | 6           | 04:08  | 20:34   | 43:73 | 376:528 |
| 06. | Lintorfer Tennisclub 1972 (N)     | 6           | 02:10  | 17:37   | 47:79 | 439:540 |
| 07. | Tennisclub Rot-Weiß Wahlstedt (N) | 6           | 00:12  | 15:39   | 37:83 | 402:581 |

### Mannschaftskader
| Pos. | Name                |
| ---- | ------------------- |
| 001  | Marie Benoît        |
| 002  | Elyne Boeykens      |
| 003  | Quirine Lemoine     |
| 004  | Xenia Knoll         |
| 005  | Kelly Versteeg      |
| 006  | Eva Wacanno         |
| 007  | Klaartje Liebens    |
| 008  | Veronika Kapshay    |
| 009  | Steffi Distelmanns  |
| 010  | Lea Gasparovic      |
| 011  | Magali Kempen       |
| 012  | Demi Schuurs        |
| 013  | Jule Salzburg       |
| 014  | Patricia Böntgen    |
| 015  | Phonexay Chitdara   |
| 016  | Emily Kate Castillo |

| Pos. | Name                    |
| ---- | ----------------------- |
| 001  | Maryna Zanevska         |
| 002  | Diāna Marcinkēviča      |
| 003  | Emma Laine              |
| 004  | Piia Suomalainen        |
| 005  | Anna Klasen             |
| 006  | Charlotte Klasen        |
| 007  | Květa Peschke           |
| 008  | Lenka Juríková          |
| 009  | Luisa Marie Huber       |
| 010  | Ella Leivo              |
| 011  | Roosa Timonen           |
| 012  | Franziska Sziedat       |
| 013  | Syna Goellner-Schreiber |
| 014  | Marie Gervelis          |
| 015  | Kim Johanna Bohlen      |
| 016  | Lina Brandt             |

| Pos. | Name                |
| ---- | ------------------- |
| 001  | Kristína Kučová     |
| 002  | Olga Savchuk        |
| 003  | Mihaela Buzărnescu  |
| 004  | Valeryia Strakhova  |
| 005  | Katharina Lehnert   |
| 006  | Vivian Heisen       |
| 007  | Irina Fetecău       |
| 008  | Imke Schlünzen      |
| 009  | Gaia Sanesi         |
| 010  | Kim Janine Gefeller |
| 011  | Majlena Pedersen    |
| 012  | Semira Simon        |
| 013  | Jana Nabel          |
| 014  | Linnea Pedersen     |
| 015  |                     |
| 016  |                     |

| Pos. | Name                  |
| ---- | --------------------- |
| 001  | Elitsa Kostova        |
| 002  | Chanel Simmonds       |
| 003  | Julia Wachaczyk       |
| 004  | Manon Kruse           |
| 005  | Andrea Koch-Benvenuto |
| 006  | Ria Sabay             |
| 007  | Maria Solnyskina      |
| 008  | Deborah Döring        |
| 009  | Andrea Böckmann       |
| 010  | Jana Albers           |
| 011  | Tina Kötter           |
| 012  | Milana Nikitina       |
| 013  | Jutta Besse           |
| 014  | Anika Thyes           |
| 015  |                       |
| 016  |                       |

| Pos. | Name                       |
| ---- | -------------------------- |
| 001  | Cindy Burger               |
| 002  | Valentini Grammatikopoulou |
| 003  | Hristina Dishkova          |
| 004  | Vanessa Henke              |
| 005  | Katalin Marosi             |
| 006  | Alice Tesan                |
| 007  | Sina Niketta               |
| 008  | Dorit Waligura             |
| 009  | Camilla Waldecker          |
| 010  | Ruth Braukmann             |
| 011  | Constanze Kürten           |
| 012  | Anna-Catharina Zoske       |
| 013  | Ivana Minovska             |
| 014  | Isabel Busch               |
| 015  | Ksenia Pronina             |
| 016  |                            |

| Pos. | Name                    |
| ---- | ----------------------- |
| 001  | Sarah Gronert           |
| 002  | Franziska Etzel         |
| 003  | Daniela Kalthoff        |
| 004  | Laura Heinrichs         |
| 005  | Emelie Luisa Schwarte   |
| 006  | Sarah Krohnen-Dauser    |
| 007  | Lisa Krohnen-Dauser     |
| 008  | Ina-Patricia Zimmermann |
| 009  | Isabel Fernandez        |
| 010  | Isabelle Schönberg      |
| 011  | Katja Dijanezevic       |
| 012  | Katharina Mirau         |
| 013  | Hannah Al-Sakati        |
| 014  | Iryna Vavrikova         |
| 015  | Carina Hümbs            |
| 016  | Sandra Schyroki         |

| Pos. | Name              |
| ---- | ----------------- |
| 001  | Jelena Simić      |
| 002  | Silvia Njirić     |
| 003  | Carolin Schmidt   |
| 004  | Jennifer Wacker   |
| 005  | Amelie Intert     |
| 006  | Sophia Intert     |
| 007  | Lydia Steinbach   |
| 008  | Janine Weinreich  |
| 009  | Kimberley Körner  |
| 010  | Katharina Brown   |
| 011  | Sibel Demirbaga   |
| 012  | Celine Kirst      |
| 013  | Merle Sophie Vagt |
| 014  | Sandra Martinovic |
| 015  | Luise Intert      |
| 016  | Lilly Düffert     |

### Ergebnisse
| Datum/Uhrzeit       | Heimmannschaft                  | Gastmannschaft                  | Matches | Sätze | Spiele |
| ------------------- | ------------------------------- | ------------------------------- | ------- | ----- | ------ |
| Do., 5. Mai 11:00   | TK Blau-Weiss Aachen            | TC RW Wahlstedt                 | 07:02   | 16:04 | 103:47 |
| Do., 5. Mai 11:00   | TC 1899 Blau-Weiss Berlin       | TC Union Münster 1              | 08:01   | 16:03 | 103:50 |
| Do., 5. Mai 11:00   | Lintorfer Tennisclub 1972 e. V. | Braunschweiger THC              | 02:07   | 08:15 | 78:89  |
| Do., 5. Mai 11:00   | Rochusclub Düsseldorf e. V.     | spielfrei                       |         |       |        |
| So., 8. Mai 11:00   | TC RW Wahlstedt                 | TC 1899 Blau-Weiss Berlin       | 02:07   | 05:15 | 56:99  |
| So., 8. Mai 11:00   | TC Union Münster 1              | TK Blau-Weiss Aachen            | 00:09   | 00:18 | 56:111 |
| So., 8. Mai 11:00   | Braunschweiger THC              | Rochusclub Düsseldorf e. V.     | 08:01   | 16:02 | 104:47 |
| So., 8. Mai 11:00   | Lintorfer Tennisclub 1972 e. V. | spielfrei                       |         |       |        |
| Sa., 14. Mai 12:00  | TK Blau-Weiss Aachen            | Lintorfer Tennisclub 1972 e. V. | 08:01   | 16:03 | 100:50 |
| Sa., 14. Mai 12:00  | Rochusclub Düsseldorf e. V.     | TC 1899 Blau-Weiss Berlin       | 01:08   | 02:16 | 36:104 |
| Sa., 14. Mai 12:00  | Braunschweiger THC              | TC RW Wahlstedt                 | 07:02   | 15:07 | 103:82 |
| Sa., 14. Mai 12:00  | TC Union Münster 1              | spielfrei                       |         |       |        |
| Mo., 16. Mai 11:00  | Lintorfer Tennisclub 1972 e. V. | Rochusclub Düsseldorf e. V.     | 02:07   | 08:15 | 67:92  |
| Mo., 16. Mai 11:00  | TC 1899 Blau-Weiss Berlin       | Braunschweiger THC              | 06:03   | 14:08 | 88:72  |
| Mo., 16. Mai 11:00  | TC RW Wahlstedt                 | TC Union Münster 1              | 04:05   | 10:10 | 79:86  |
| Mo., 16. Mai 11:00  | TK Blau-Weiss Aachen            | spielfrei                       |         |       |        |
| So., 5. Juni 11:00  | TC RW Wahlstedt                 | Rochusclub Düsseldorf e. V.     | 03:06   | 06:13 | 71:95  |
| So., 5. Juni 11:00  | Braunschweiger THC              | TK Blau-Weiss Aachen            | 01:08   | 03:16 | 46:103 |
| So., 5. Juni 11:00  | TC Union Münster 1              | Lintorfer Tennisclub 1972 e. V. | 06:03   | 12:08 | 90:86  |
| So., 5. Juni 11:00  | TC 1899 Blau-Weiss Berlin       | spielfrei                       |         |       |        |
| So., 12. Juni 11:00 | Lintorfer Tennisclub 1972 e. V. | TC RW Wahlstedt                 | 07:02   | 14:05 | 95:67  |
| So., 12. Juni 11:00 | TK Blau-Weiss Aachen            | TC 1899 Blau-Weiss Berlin       | 07:02   | 15:08 | 91:81  |
| So., 12. Juni 11:00 | Rochusclub Düsseldorf e. V.     | TC Union Münster 1              | 04:05   | 09:11 | 74:78  |
| So., 12. Juni 11:00 | Braunschweiger THC              | spielfrei                       |         |       |        |
| So., 19. Juni 11:00 | Rochusclub Düsseldorf e. V.     | TK Blau-Weiss Aachen            | 01:08   | 02:16 | 32:104 |
| So., 19. Juni 11:00 | TC 1899 Blau-Weiss Berlin       | Lintorfer Tennisclub 1972 e. V. | 07:02   | 16:06 | 102:63 |
| So., 19. Juni 11:00 | TC Union Münster 1              | Braunschweiger THC              | 04:05   | 09:11 | 74:70  |
| So., 19. Juni 11:00 | TC RW Wahlstedt                 | spielfrei                       |         |       |        |

## 2. Tennis-Bundesliga Süd

### Abschlusstabelle
|     | Mannschaft                | Begegnungen | Punkte | Matches | Sätze | Spiele  |
| --- | ------------------------- | ----------- | ------ | ------- | ----- | ------- |
| 01. | TC Radolfzell (N)         | 6           | 10:02  | 37:17   | 78:40 | 541:393 |
| 02. | BASF TC Ludwigshafen      | 6           | 08:04  | 32:22   | 70:47 | 543:388 |
| 03. | TC Olympia Lorsch         | 6           | 08:04  | 30:24   | 67:54 | 519:445 |
| 04. | GW Luitpoldpark München   | 6           | 06:06  | 32:22   | 75:53 | 557:442 |
| 05. | TC Großhesselohe          | 6           | 06:06  | 31:23   | 67:56 | 483:455 |
| 06. | TC Blau-Weiß Würzburg (N) | 6           | 02:10  | 16:38   | 40:78 | 390:553 |
| 07. | TGS Bieber Offenbach      | 6           | 02:10  | 11:43   | 23:92 | 247:604 |

### Mannschaftskader
| Pos. | Name               |
| ---- | ------------------ |
| 001  | Ekaterina Bychkova |
| 002  | Karolína Muchová   |
| 003  | Steffi Bachofer    |
| 004  | Nicole Melichar    |
| 005  | Marta Domachowska  |
| 006  | Caroline Werner    |
| 007  | Alice Violet       |
| 008  | Zuzana Kučová      |
| 009  | Lenka Tvaroskova   |
| 010  | Anastasia Wagner   |
| 011  | Tea Bogdanoska     |
| 012  | Janette Husárová   |
| 013  | Biljana Pavlova    |
| 014  | Daniela Walk       |
| 015  | Anne Dilger        |
| 016  | Carmen Oexle       |

| Pos. | Name                  |
| ---- | --------------------- |
| 001  | Petra Martić          |
| 002  | Tereza Mrdeža         |
| 003  | Ana Vrljić            |
| 004  | Gioia Barbieri        |
| 005  | Katharina Hobgarski   |
| 006  | Adrijana Lekaj        |
| 007  | Nora Niedmers         |
| 008  | Madeline Bosnjak      |
| 009  | Alice Balducci        |
| 010  | Magdalena Kiszczyńska |
| 011  | Riya Bhatia           |
| 012  | Nathalie Scherdel     |
| 013  | Cora-Lynn von Dungern |
| 014  | Selina Dal            |
| 015  | Nadine Lang           |
| 016  | Dana Heimen           |

| Pos. | Name                 |
| ---- | -------------------- |
| 001  | Sofia Shapatava      |
| 002  | Andrea Gámiz         |
| 003  | Doroteja Erić        |
| 004  | Ema Mikulčić         |
| 005  | Natalia Siedliska    |
| 006  | Sandra Zaniewska     |
| 007  | Raluca Olaru         |
| 008  | Vanessa Pinto        |
| 009  | Kimberley Zimmermann |
| 010  | Charlotte Römer      |
| 011  | Giulia Sussarello    |
| 012  | Lisa Brinkmann       |
| 013  | Maria Palhoto        |
| 014  | Barbara Helfrich     |
| 015  | Felicitas Kastner    |
| 016  |                      |

| Pos. | Name                 |
| ---- | -------------------- |
| 001  | Julia Grabher        |
| 002  | Dia Evtimova         |
| 003  | Julia Thiem          |
| 004  | Lisa Ponomar         |
| 005  | Lena Hofmann         |
| 006  | Jade Lewis           |
| 007  | Ana Jovanović        |
| 008  | Eva-Marie Voracek    |
| 009  | Michaela Niedermeier |
| 010  | Verena Gantschnig    |
| 011  | Annika Pschorr       |
| 012  | Julia Rehberg        |
| 013  | Nicole Gadient       |
| 014  | Marita Mannert       |
| 015  |                      |
| 016  |                      |

| Pos. | Name                 |
| ---- | -------------------- |
| 001  | Jesika Malečková     |
| 002  | Valentyna Ivakhnenko |
| 003  | Martina Borecká      |
| 004  | Pernilla Mendesová   |
| 005  | Cornelia Lister      |
| 006  | Verena Meliss        |
| 007  | Tina Pisnik          |
| 008  | Melanie Hafner       |
| 009  | Anna Geißler         |
| 010  | Katharina Schöttl    |
| 011  | Sophia Bergner       |
| 012  | Julia Wagner         |
| 013  | Hannah Reich         |
| 014  | Christin Kaupper     |
| 015  |                      |
| 016  |                      |

| Pos. | Name                    |
| ---- | ----------------------- |
| 001  | Ekaterina Alexandrova   |
| 002  | Tena Lukas              |
| 003  | Ellen Allgurin          |
| 004  | Beatriz García Vidagany |
| 005  | Maria Fernanda Alves    |
| 006  | Jewgenija Paschkowa     |
| 007  | Anda Karanusic          |
| 008  | Aline Staudt            |
| 009  | Giulietta Boha          |
| 010  | Sofia Raevskaia         |
| 011  | Stefanie Fetzer         |
| 012  | Anna Uljanov            |
| 013  | Viktoria Seifert        |
| 014  | Anne Knüttel            |
| 015  | Louise Assaad           |
| 016  | Kathrina Heil           |

| Pos. | Name                   |
| ---- | ---------------------- |
| 001  | Nastja Kolar           |
| 002  | Margarita Lasarewa     |
| 003  | Iryna Brémond          |
| 004  | Elixane Lechemia       |
| 005  | Lea Leila Laura Tholey |
| 006  | Youlia Fedossova       |
| 007  | Michelle Janis         |
| 008  | Ann-Christin Nilsson   |
| 009  | Larissa Karl           |
| 010  | Jolina Feger           |
| 011  | Kim Berghaus           |
| 012  | Julia Diehl            |
| 013  | Carina Löffler         |
| 014  | Vanessa Groß           |
| 015  | Luise Reisel           |
| 016  | Annika Vrbsky          |

### Ergebnisse
| Datum/Uhrzeit       | Heimmannschaft                         | Gastmannschaft                         | Matches | Sätze | Spiele |
| ------------------- | -------------------------------------- | -------------------------------------- | ------- | ----- | ------ |
| Do., 5. Mai 11:00   | TC Olympia Lorsch                      | Münchener Versicherungsmakler Team TCG | 07:02   | 15:06 | 98:59  |
| Do., 5. Mai 11:00   | TGS Bieber Offenbach                   | TC Weiß-Blau Würzburg                  | 03:06   | 06:14 | 59:95  |
| Do., 5. Mai 11:00   | TC Radolfzell 1                        | BASF TC Ludwigshafen 1                 | 05:04   | 11:08 | 85:71  |
| Do., 5. Mai 11:00   | GW Luitpoldpark München                | spielfrei                              |         |       |        |
| So., 8. Mai 11:00   | Münchener Versicherungsmakler Team TCG | GW Luitpoldpark München                | 06:03   | 13:10 | 78:86  |
| So., 8. Mai 11:00   | TGS Bieber Offenbach                   | TC Olympia Lorsch                      | 05:04   | 10:10 | 74:86  |
| So., 8. Mai 11:00   | TC Weiß-Blau Würzburg                  | TC Radolfzell 1                        | 03:06   | 06:12 | 64:95  |
| So., 8. Mai 11:00   | BASF TC Ludwigshafen 1                 | spielfrei                              |         |       |        |
| Sa., 14. Mai 12:00  | BASF TC Ludwigshafen 1                 | Münchener Versicherungsmakler Team TCG | 05:04   | 12:08 | 96:61  |
| Sa., 14. Mai 12:00  | TC Olympia Lorsch                      | TC Weiß-Blau Würzburg                  | 07:02   | 14:05 | 93:55  |
| Sa., 14. Mai 12:00  | GW Luitpoldpark München                | TC Radolfzell 1                        | 05:04   | 13:11 | 88:78  |
| Sa., 14. Mai 12:00  | TGS Bieber Offenbach                   | spielfrei                              |         |       |        |
| Mo., 16. Mai 11:00  | Münchener Versicherungsmakler Team TCG | TGS Bieber Offenbach                   | 08:01   | 16:02 | 105:32 |
| Mo., 16. Mai 11:00  | TC Radolfzell 1                        | TC Olympia Lorsch                      | 07:02   | 14:06 | 86:68  |
| Mo., 16. Mai 11:00  | GW Luitpoldpark München                | BASF TC Ludwigshafen 1                 | 04:05   | 09:11 | 82:97  |
| Mo., 16. Mai 11:00  | TC Weiß-Blau Würzburg                  | spielfrei                              |         |       |        |
| So., 5. Juni 11:00  | TC Weiß-Blau Würzburg                  | Münchener Versicherungsmakler Team TCG | 01:08   | 05:17 | 55:106 |
| So., 5. Juni 11:00  | TC Olympia Lorsch                      | BASF TC Ludwigshafen 1                 | 05:04   | 11:10 | 85:80  |
| So., 5. Juni 11:00  | TGS Bieber Offenbach                   | GW Luitpoldpark München                | 01:08   | 03:17 | 38:104 |
| So., 5. Juni 11:00  | TC Radolfzell 1                        | spielfrei                              |         |       |        |
| So., 12. Juni 11:00 | Münchener Versicherungsmakler Team TCG | TC Radolfzell 1                        | 03:06   | 07:12 | 74:88  |
| So., 12. Juni 11:00 | BASF TC Ludwigshafen 1                 | TGS Bieber Offenbach                   | 08:01   | 17:02 | 105:16 |
| So., 12. Juni 11:00 | TC Weiß-Blau Würzburg                  | GW Luitpoldpark München                | 01:08   | 04:17 | 62:106 |
| So., 12. Juni 11:00 | TC Olympia Lorsch                      | spielfrei                              |         |       |        |
| So., 19. Juni 11:00 | GW Luitpoldpark München                | TC Olympia Lorsch                      | 04:05   | 09:11 | 91:89  |
| So., 19. Juni 11:00 | TC Radolfzell 1                        | TGS Bieber Offenbach                   | 09:00   | 18:00 | 109:28 |
| So., 19. Juni 11:00 | BASF TC Ludwigshafen 1                 | TC Weiß-Blau Würzburg                  | 06:03   | 12:06 | 94:59  |
| So., 19. Juni 11:00 | Münchener Versicherungsmakler Team TCG | spielfrei                              |         |       |        |